# Ligyra nigrocostalis
Ligyra nigrocostalis är en tvåvingeart som först beskrevs av Guérin-Méneville 1838.  Ligyra nigrocostalis ingår i släktet Ligyra och familjen svävflugor. Inga underarter finns listade i Catalogue of Life.